# 东湖粘体虫
东湖粘体虫（学名：Myxosoma tunghensis）为粘体科粘体虫属的动物。在中国，分布于湖北等，营寄生生活，寄生在鲫的膀胱。